# Ларгу
Ларгу (рум. Largu) — село у повіті Бузеу в Румунії. Адміністративний центр комуни Ларгу.
Село розташоване на відстані 102 км на північний схід від Бухареста, 31 км на південний схід від Бузеу, 148 км на північний захід від Констанци, 85 км на південний захід від Галаца, 141 км на південний схід від Брашова.

## Населення
За даними перепису населення 2002 року у селі проживали 1636 осіб, з них 1633 особи (99,8%) румунів. Усі жителі села рідною мовою назвали румунську.